# Encarsia protransvena
Encarsia protransvena is een vliesvleugelig insect uit de familie Aphelinidae. De wetenschappelijke naam is voor het eerst geldig gepubliceerd in 1985 door Viggiani.